# Мечеть Талха
Мечеть Та’лха (араб. قبة طلحة‎; англ.  Qubbat Tahla ) — одна из старых мечетей Саны (Йемен), была построена по приказу османского вали Хаджи Мехмед-паша в 1619-1620 годах, во времена османского правления. Минарет был построен в то же время.

## История
В 1831-1832 годах мечеть была частично отреставрирована имамом аль-Махди Абдулла, сыном аль-Ахмад Мутаваккиль, о чём свидетельствуют надписи в молитвенном зале.
Построенная спустя 23 года после строительства мечети аль-Бакирийа, мечеть Талха повторяет стилистические особенности аль-Бакирийи.
Благодаря небольшим размерам молитвенного зала, невысокому минарету, Талха среди узких улочек Старого города кажется вполне соответствующей общему стилю санских мечетей. Но при этом, как и мечеть аль-Бакирийа, является примером османской архитектуры, вероятно, более удачно сумев соединить разные архитектурные стили Османской империи и Йемена.
Мечеть является комплексом, включающего в себя молитвенный зал, минарет, внутренний двор, помещения для омовений, бассейн и хоспис.
Входу в мечеть предшествует четырёхкупольный портик с двумя арочными проходами. В отличие от аль-Бакирийи в мечети Талха нет дополнительных пристроек. И таким образом молитвенный зал мечети в плане образует прямоугольный квадрат.

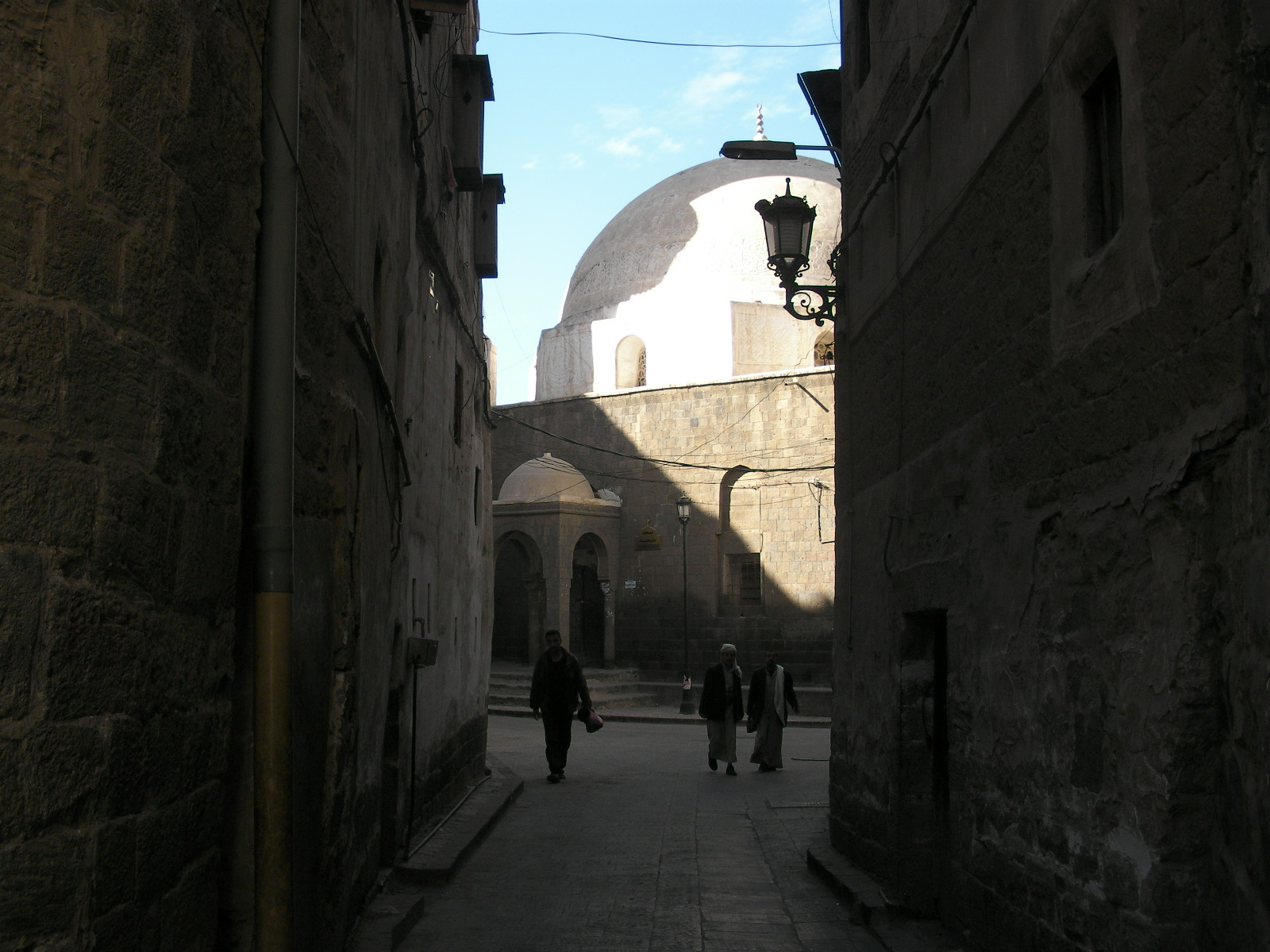
Вид на купол и вход мечети Талха.

Полукруглый купол молитвенного зала украшен лепниной и опирается на восьмиугольный барабан, который окружен четырьмя угловыми восьмигранными башенками, также украшенных лепниной.
Каждая грань барабана в центре имеет арочное окно, служащее дополнительным источником света молитвенного зала. Как и в мечети аль-Бакирийа в квадратном в плане молитвенном зале Талхи нет традиционного для йеменских мечетей кессонного деревянного потолка и колонн. Поддержка барабана и купола осуществляется за счет небольших сводчато-арочных парусов.
Минарет расположен рядом с молитвенным залом, на юго-восточном углу. Относительно невысокий, он стоит на прямоугольной базе. Интересен сам декор минарета. Здесь достаточно своеобразно использован излюбленный декоративный йеменский мотив — четырёх-гранный алмаз (ромб), который считается так же защитным амулетом. Здесь он использован не как обычно — вертикально, а горизонтально, вокруг балкона. Под балконом так же интересный стилизованный растительный мотив, напоминающий сорго (дурру).
Расположенная в западной части Саны, район аль-Кадимы, мечеть Талха часто попадает в кадр фотоаппаратов. Её невысокий минарет при определенном ракурсе кажется всего лишь своеобразной башенкой на куполе мечети.